# Gran Premi d'Itàlia del 2011
El Gran Premi d'Itàlia de Fórmula 1 de la temporada 2011 s'ha disputat al Circuit de Monza, del 9 a l'11 de setembre del 2011.

## Classificacions

### Resultats de la qualificació

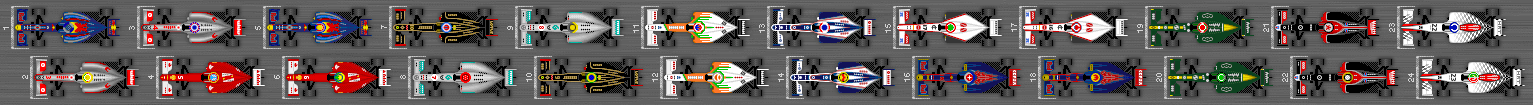
Graella de sortida després de la qualificació del GP.

| Pos                                   | No | Pilot              | Constructor          | Part 1   | Part 2   | Part 3      | Sortida |
| ------------------------------------- | -- | ------------------ | -------------------- | -------- | -------- | ----------- | ------- |
| 1                                     | 1  | Sebastian Vettel   | Red Bull-Renault     | 1:24.002 | 1:22.914 | 1:22.275    | 1       |
| 2                                     | 3  | Lewis Hamilton     | McLaren-Mercedes     | 1:23.976 | 1:23.172 | 1:22.725    | 2       |
| 3                                     | 4  | Jenson Button      | McLaren-Mercedes     | 1:24.013 | 1:23.031 | 1:22.777    | 3       |
| 4                                     | 5  | Fernando Alonso    | Ferrari              | 1:24.134 | 1:23.342 | 1:22.841    | 4       |
| 5                                     | 2  | Mark Webber        | Red Bull-Renault     | 1:24.148 | 1:23.387 | 1:22.972    | 5       |
| 6                                     | 6  | Felipe Massa       | Ferrari              | 1:24.523 | 1:23.681 | 1:23.188    | 6       |
| 7                                     | 10 | Vitali Petrov      | Renault              | 1:24.486 | 1:23.741 | 1:23.530    | 7       |
| 8                                     | 7  | Michael Schumacher | Mercedes             | 1:25.108 | 1:23.671 | 1:23.777    | 8       |
| 9                                     | 8  | Nico Rosberg       | Mercedes             | 1:24.550 | 1:23.335 | 1:24.477    | 9       |
| 10                                    | 9  | Bruno Senna        | Renault              | 1:24.914 | 1:24.157 | Sense temps | 10      |
| 11                                    | 15 | Paul di Resta      | Force India-Mercedes | 1:24.574 | 1:24.163 |             | 11      |
| 12                                    | 14 | Adrian Sutil       | Force India-Mercedes | 1:24.595 | 1:24.209 |             | 12      |
| 13                                    | 11 | Rubens Barrichello | Williams-Cosworth    | 1:24.975 | 1:24.648 |             | 13      |
| 14                                    | 12 | Pastor Maldonado   | Williams-Cosworth    | 1:24.798 | 1:24.726 |             | 14      |
| 15                                    | 17 | Sergio Pérez       | Sauber-Ferrari       | 1:25.113 | 1:24.845 |             | 15      |
| 16                                    | 18 | Sébastien Buemi    | Toro Rosso-Ferrari   | 1:25.164 | 1:24.932 |             | 16      |
| 17                                    | 16 | Kamui Kobayashi    | Sauber-Ferrari       | 1:24.879 | 1:25.065 |             | 17      |
| 18                                    | 19 | Jaime Alguersuari  | Toro Rosso-Ferrari   | 1:25.334 |          |             | 18      |
| 19                                    | 21 | Jarno Trulli       | Lotus-Renault        | 1:26.647 |          |             | 19      |
| 20                                    | 20 | Heikki Kovalainen  | Lotus-Renault        | 1:27.184 |          |             | 20      |
| 21                                    | 24 | Timo Glock         | Virgin-Cosworth      | 1:27.591 |          |             | 21      |
| 22                                    | 25 | Jérôme d'Ambrosio  | Virgin-Cosworth      | 1:27.609 |          |             | 22      |
| 23                                    | 22 | Daniel Ricciardo   | HRT-Cosworth         | 1:28.054 |          |             | 23      |
| 24                                    | 23 | Vitantonio Liuzzi  | HRT-Cosworth         | 1:28.231 |          |             | 24      |
| Temps per la regla del 107%: 1:29.854 |    |                    |                      |          |          |             |         |

### Cursa
| Pos | No | Pilot              | Constructor          | Voltes | Temps / Retirada  | Pos.Sortida | Punts |
| --- | -- | ------------------ | -------------------- | ------ | ----------------- | ----------- | ----- |
| 1   | 1  | Sebastian Vettel   | Red Bull-Renault     | 53     | 1h 20' 46. 172    | 1           | 25    |
| 2   | 4  | Jenson Button      | McLaren-Mercedes     | 53     | + 9.590 s         | 3           | 18    |
| 3   | 5  | Fernando Alonso    | Ferrari              | 53     | + 16.909 s        | 4           | 15    |
| 4   | 3  | Lewis Hamilton     | McLaren-Mercedes     | 53     | + 17.417 s        | 2           | 12    |
| 5   | 7  | Michael Schumacher | Mercedes             | 53     | + 32.677 s        | 8           | 10    |
| 6   | 6  | Felipe Massa       | Ferrari              | 53     | + 42.993 s        | 6           | 8     |
| 7   | 19 | Jaime Alguersuari  | Toro Rosso-Ferrari   | 52     | + 1 Volta         | 18          | 6     |
| 8   | 15 | Paul di Resta      | Force India-Mercedes | 52     | + 1 Volta         | 11          | 4     |
| 9   | 9  | Bruno Senna        | Renault              | 52     | + 1 Volta         | 10          | 2     |
| 10  | 18 | Sébastien Buemi    | Toro Rosso-Ferrari   | 52     | + 1 Volta         | 16          | 1     |
| 11  | 12 | Pastor Maldonado   | Williams-Cosworth    | 52     | + 1 Volta         | 14          |       |
| 12  | 11 | Rubens Barrichello | Williams-Cosworth    | 52     | + 1 Volta         | 13          |       |
| 13  | 20 | Heikki Kovalainen  | Lotus-Renault        | 51     | + 2 Voltes        | 20          |       |
| 14  | 21 | Jarno Trulli       | Lotus-Renault        | 51     | + 2 Voltes        | 19          |       |
| 15  | 24 | Timo Glock         | Virgin-Cosworth      | 51     | + 2 Voltes        | 21          |       |
| NC  | 22 | Daniel Ricciardo   | HRT-Cosworth         | 39     | + 14 Voltes1      | 23          |       |
| Ret | 17 | Sergio Pérez       | Sauber-Ferrari       | 32     | Caixa canvi       | 15          |       |
| Ret | 16 | Kamui Kobayashi    | Sauber-Ferrari       | 21     | Caixa canvi       | 17          |       |
| Ret | 14 | Adrian Sutil       | Force India-Mercedes | 9      | Prob. electrònics | 12          |       |
| Ret | 2  | Mark Webber        | Red Bull-Renault     | 4      | Accident          | 5           |       |
| Ret | 25 | Jérôme d'Ambrosio  | Virgin-Cosworth      | 1      | Col·lisió         | 22          |       |
| Ret | 10 | Vitali Petrov      | Renault              | 0      | Col·lisió         | 7           |       |
| Ret | 8  | Nico Rosberg       | Mercedes             | 0      | Col·lisió         | 9           |       |
| Ret | 23 | Vitantonio Liuzzi  | HRT-Cosworth         | 0      | Col·lisió         | 24          |       |

1. ^  – A Daniel Ricciardo li comptabilitza com finalitzada la cursa per haver disputat el 90% del recorregut.

### Classificació del mundial després de la cursa
| Pos | Pilot            | Punts |
| --- | ---------------- | ----- |
| 1   | Sebastian Vettel | 284   |
| 2   | Fernando Alonso  | 172   |
| 3   | Jenson Button    | 167   |
| 4   | Mark Webber      | 167   |
| 5   | Lewis Hamilton   | 158   |

| Pos | Constructor      | Punts |
| --- | ---------------- | ----- |
| 1   | Red Bull-Renault | 451   |
| 2   | McLaren-Mercedes | 325   |
| 3   | Ferrari          | 254   |
| 4   | Mercedes         | 108   |
| 5   | Renault          | 70    |

- Nota: Només s'inclouen els 5 primers de cada classificació. Per veure-la completa aneu a Temporada 2011 de Fórmula 1

## Altres
- Pole: Sebastian Vettel 1' 22. 275

- Volta ràpida: Lewis Hamilton 1' 26. 187 (a la volta 52)